# Marcus Samson van Praag
Marcus Samson van Praag (Amsterdam, 8 oktober 1829 – Den Haag, 19 oktober 1904) was een in Suriname actief koopman en politicus.
Hij werd geboren als zoon van Juda David van Praag en Sipora Marcus Samson. Zijn oudere broer Semuel van Praag was praktizijn bij het Surinaamse Hof van Justitie en van 1872 tot 1878 lid van de Koloniale Staten.
Naast zijn werk als koopman was M.S. van Praag ook politiek actief. Bij de eerste Surinaamse parlementsverkiezingen in 1866 had hij minder dan 10 stemmen te weinig om verkozen te worden. Bij tussentijdse verkiezingen in 1878 lukte het hem wel om gekozen te worden als Statenlid. Hij zou vervolgens 25 jaar lid blijven van de Koloniale Staten en vanaf 1902 was hij daar ruim een jaar vicevoorzitter. In 1903 keerde Van Praag terug naar Nederland waar hij een jaar later, op dezelfde dag als zijn broer Semuel, op 75-jarige leeftijd overleed.